# (12799) von Suttner
(12799) von Suttner (1995 WF6) – planetoida z grupy pasa głównego asteroid okrążająca Słońce w ciągu 3,81 lat w średniej odległości 2,44 j.a. Odkryta 26 listopada 1995 roku.